# Beechcraft Model 17
Die Beechcraft Model 17 Staggerwing ist ein Doppeldecker des Herstellers Beechcraft.

## Geschichte

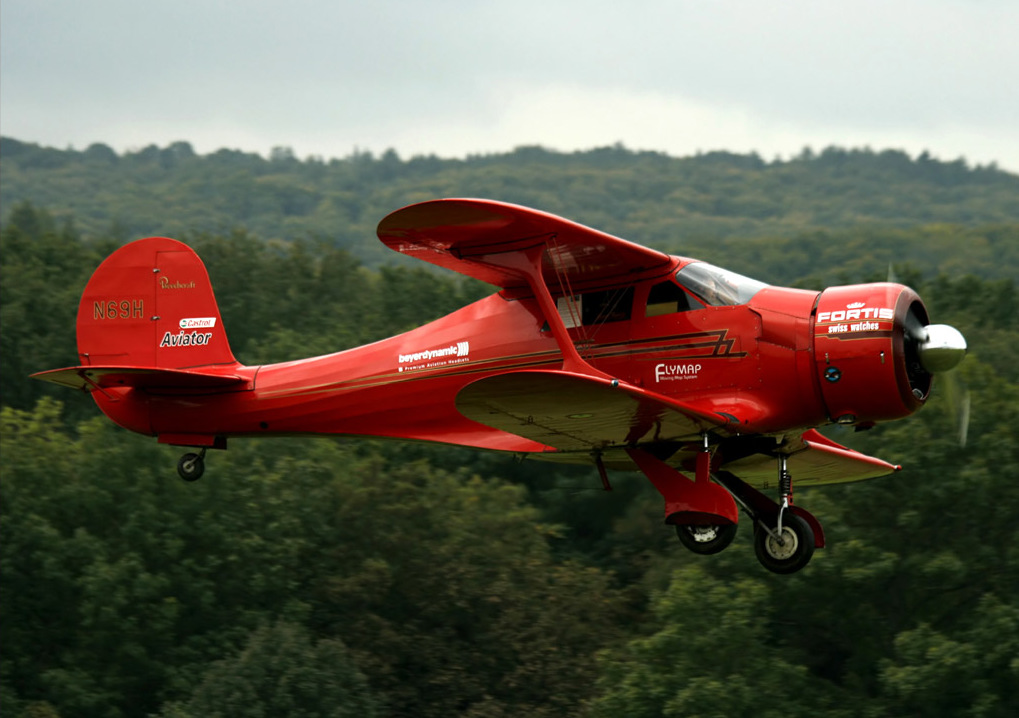
Beechcraft Staggerwing

Die erste Beech 17 flog am 4. November 1932. Die Verkaufspreise betrugen zwischen 14.000 und 17.000 US-Dollar, je nach Motorisierung (225–450 hp). Jede einzelne Maschine wurde von Hand und nach Wünschen des Käufers gebaut. Die Beech bekam den Spitznamen Staggerwing, nachdem auf einer Luftfahrtschau ein Sprecher über die gestufte Anordnung der Tragflächen berichtete (von engl. stagger – Staffelung).
Mit ihrer Staggerwing waren Louise Thaden und Blanche Noyes die ersten Frauen, die die Bendix Trophy gewannen, ein transkontinentales Luftrennen von New York nach Los Angeles. Die Staggerwing-Produktion endete 1948 mit dem Modell D17 G. Zu teuer war die Manufaktur, und Beech startete mit der Ganzmetall-Beechcraft Bonanza eine Linie, die heute noch gebaut wird.

## Konstruktion
Das Flugzeug hat einen Sternmotor, ein Einziehfahrwerk mit Spornrad und eine gute Aerodynamik. Die Tragflächen sind bei diesem Typ anders als bei den meisten Doppeldeckern angeordnet: Die untere Fläche liegt vor der oberen Fläche. Diese Konstruktion sorgt dafür, dass es nie an beiden Tragflächen zeitgleich zum Strömungsabriss kommt. Die Reisegeschwindigkeit beträgt 280 km/h (150 kn) mit bis zu fünf Personen an Bord, die Dienstgipfelhöhe beträgt 8000 Meter. Mit dem mechanisch aufgeladenen Pratt & Whitney-Sternmotor Wasp Junior hat das Flugzeug eine Reichweite von über 1600 Kilometern. Dabei hat es einen Verbrauch von ca. 90 Litern pro Stunde. Das Flugverhalten des Flugzeuges ist sehr stabil.

## Nutzung
1935 umflog Captain Farquhar die Welt in einem Modell B 17 R, teilweise auf Schwimmern, die Staggerwing gab es auch als Wasserflugzeug, und später dann mit dem normalen Fahrwerk. Er legte 21.332 Meilen zurück und flog ab New York über Canada, Alaska, Russland, China, Siam, Irak, Ägypten, Tripolis und Frankreich.
Die Staggerwing war »der Learjet der Vorkriegszeit« und wurde von vielen Unternehmen zum Transport ihrer Führungskräfte verwendet. Im Zweiten Weltkrieg wurde die Staggerwing auch von der britischen Royal Air Force eingesetzt. Die 106 gelieferten Maschinen bekamen den Namen Traveller.
Die US Navy und die US Army setzten ebenfalls Staggerwings unter den Bezeichnungen GB-1, GB-2 und UC-43 ein. Der Kennbuchstabe „G“ stand bei der US Navy von 1939 bis 1941 für einmotorige Transportflugzeuge. Heute gibt es in den Händen von Sammlern und Enthusiasten noch etwa 200 Maschinen weltweit, von denen etwa 160 flugbereit sind.

## Technische Daten

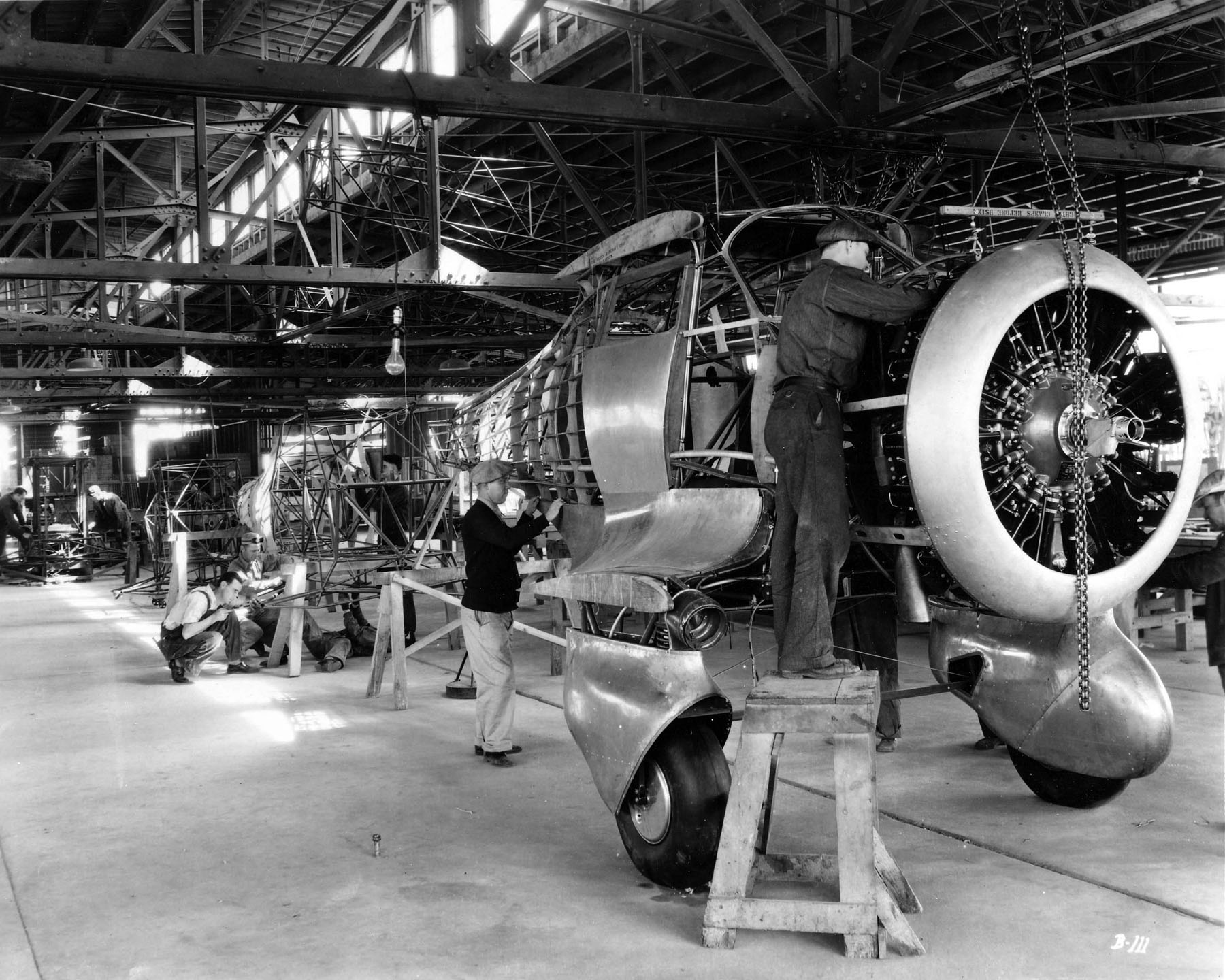
Fertigungsstraße beim Bau eines frühen Modells D.17R, noch mit starrem Fahrwerk

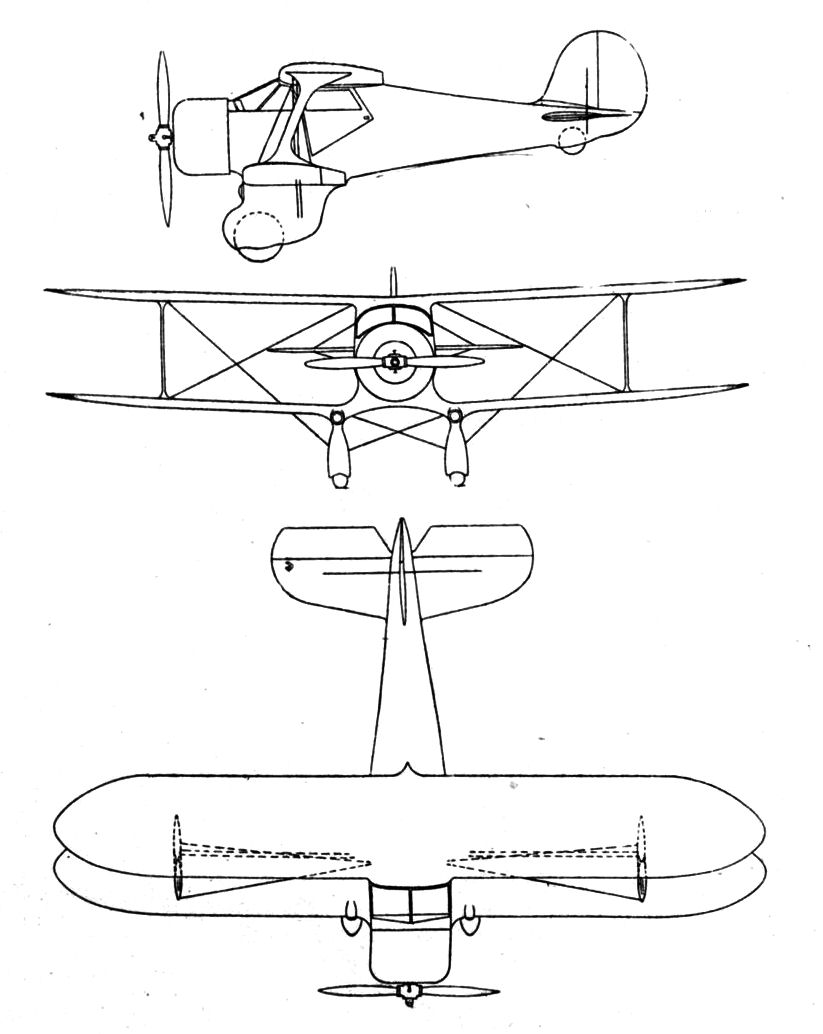
Dreiseitenansicht des Modells D.17R

| Kenngröße                         | Daten der Beech Modell G17S                                               |
| --------------------------------- | ------------------------------------------------------------------------- |
| Besatzung/Passagiere              | 4–5                                                                       |
| Länge                             | 8,15 m                                                                    |
| Spannweite                        | 9,75 m                                                                    |
| Höhe                              | 2,44 m                                                                    |
| Flügelfläche                      | 27,65 m²                                                                  |
| Leermasse                         | 1270 kg                                                                   |
| max. Startmasse                   | 1928 kg                                                                   |
| Antrieb                           | ein Pratt & Whitney R-985-AN-4 Wasp-Junior-Sternmotor mit 336 kW (450 PS) |
| Höchstgeschwindigkeit             | 341 km/h                                                                  |
| Sparfluggeschwindigkeit in 2895 m | 298 km/h                                                                  |
| max. Reichweite                   | 1609 km                                                                   |